# Lichtenberg (Mittelsachsen)
Lichtenberg es un municipio situado en el distrito de Sajonia Central, en el estado federado de Sajonia (Alemania), a una altitud de 311 metros. Su población a finales de 2016 era de unos 2700 habitantes y su densidad poblacional, 82 hab/km².